# Wolfgang Pisa
Wolfgang Pisa (Karatu, 6 luglio 1965) è un vescovo cattolico tanzaniano, dal 9 aprile 2022 vescovo di Lindi.

## Biografia
Nasce a Karatu, nella diocesi di Mbulu, il 6 luglio 1965.

### Formazione e ministero sacerdotale
Dopo essere entrato nell'Ordine dei frati minori cappuccini, nel 1990, studia filosofia presso il centro di formazione dell'ordine a Lusaka, in Zambia, dal 1992 al 1994. Frequenta poi il Jordan University College della Società del Divin Salvatore a Morogoro, in Tanzania, dove studia teologia, dal 1995 al 1999, ed ottiene la licenza in teologia morale presso l'Università Cattolica d'America a Washington, nel 2019. Emette i voti perpetui il 15 agosto 1998.
Il 1º settembre 1999 è ordinato presbitero.
Dopo l'ordinazione sacerdotale è stato docente e formatore presso il Maua Minor Seminary dell'Ordine dei frati minori cappuccini a Moshi (dal 1999 al 2000 e dal 2003 al 2005), docente presso l'università di Dar es Salaam e rettore del Maua Minor Seminary a Moshi (dal 2005 al 2008), ministro provinciale dell'Ordine dei frati minori cappuccini in Tanzania (dal 2011 al 2017) e collaboratore pastorale presso la Kibaigwa Parish a Dodoma (dal 2019 al 2020).
Dal 2020 fino alla nomina episcopale è viceparroco della Kwangulelo Parish e docente presso l'università "Sant'Agostino" ad Arusha.

### Ministero episcopale
Il 9 aprile 2022 papa Francesco lo nomina vescovo di Lindi; succede a Bruno Pius Ngonyani, dimessosi per raggiunti limiti d'età. Il 26 giugno successivo riceve l'ordinazione episcopale, nell'Ululu Stadium a Lindi, dall'arcivescovo di Dodoma Beatus Kinyaiya, co-consacranti l'arcivescovo di Songea Damian Denis Dallu e il suo predecessore Bruno Pius Ngonyani. Durante la stessa celebrazione prende possesso della diocesi.
Dal giugno del 2024 è presidente della Conferenza episcopale della Tanzania.

## Genealogia episcopale
La genealogia episcopale è:
- Cardinale Scipione Rebiba
- Cardinale Giulio Antonio Santori
- Cardinale Girolamo Bernerio, O.P.
- Arcivescovo Galeazzo Sanvitale
- Cardinale Ludovico Ludovisi
- Cardinale Luigi Caetani
- Cardinale Ulderico Carpegna
- Cardinale Paluzzo Paluzzi Altieri degli Albertoni
- Papa Benedetto XIII
- Papa Benedetto XIV
- Papa Clemente XIII
- Cardinale Enrico Benedetto Stuart
- Papa Leone XII
- Cardinale Chiarissimo Falconieri Mellini
- Cardinale Camillo Di Pietro
- Cardinale Mieczysław Halka Ledóchowski
- Cardinale Jan Maurycy Paweł Puzyna de Kosielsko
- Arcivescovo Józef Bilczewski
- Arcivescovo Bolesław Twardowski
- Arcivescovo Eugeniusz Baziak
- Papa Giovanni Paolo II
- Cardinale Polycarp Pengo
- Arcivescovo Beatus Kinyaiya, O.F.M.Cap.
- Vescovo Wolfgang Pisa, O.F.M.Cap.